# Adrar (region)
20°0′N 10°0′V / 20.000°N 10.000°V
 For alternative betydninger, se Adrar. (Se også artikler, som begynder med Adrar)
Adrar en region i den centrale del af Mauretanien, og består mest af ørken. Adrar består af 3 moughataa (departementer).
| Departementer ("moughataa") | Indbyggertal (2000) | Kommuner (hovedstaden øverst)                                                                |
| --------------------------- | ------------------- | -------------------------------------------------------------------------------------------- |
| Aoujeft                     | 20.181              | - Aoujeft - Maeden, 5.778 indbyggere - Terjit, 2.573 indbyggere - El medah, 5.815 indbyggere |
| Atar                        | 38.962              | - Atar - Ain Ehel Taya, 5.653 indbyggere - Tawaz, 6.553 indbyggere - Choum, 2.735 indbyggere |
| Chinguetti                  | 6.704               | - Chinguetti - Ain Savra, 1.993 indbyggere                                                   |

## Eksterne kilser og henvisninger
- Statistik for Adrar

- Wikimedia Commons har flere filer relateret til Adrar (region)